# 漢文の訓読によりて伝えられたる語法
『漢文の訓読によりて伝えられたる語法』（かんぶんのくんどくによりてつたえられたるごほう）は、山田孝雄の著書。1939年に宝文館より出版された。

## 概要
普通文の、漢文訓読体に由来する単語、語法を挙げ、解説する。全46項。この本の主題である漢文訓読体に特徴的な語彙という観点は、戦後の漢文訓読体の研究（訓点語学）にも受け継がれ、漢文訓読体の語彙に関するテーマの一つでもある。

## 項目
全46項のうち、1項（現代語法の本質）,2項（漢文の訓読法の史的概観）,3項（漢文の訓読に伝われる語法の概観）項と46項（結論）を除いた42項が単語・語法の解説である。
ごとし・かくのごとし（4項）、いわく・おもえらく（5）、ねがわくは・おしむらくは（6）、いわゆる（7）、なんなんとす（8）、かえんなん（9）、なんすれぞ（10）、なかりせば・なかっせば（11）、しかり・しかれども（12）、しこうして（13）、しむ・して（14）、べし・べからず・すべからず（15）、あに（16）、いまだ（17）、かつ（18）、かつて（19）、けだし（20）、すでに(21)、すなわち（22）、むしろ（23）、もし・もしくは（24）、あい（25）、あえて（26）、いたりて・きわめて（27）、すべて・はたして（28）、よりて（29）、幸に・しきりに・みだりに（30）、あるいは（31）、および・ならびに（32）、おいて（33）、ために（34）、ゆえに・ゆえん（35）、もって（36）、ところ（37）、いえども（38）、欲す（39）、がえんぜず（40）、あたわず（41）、のみ(42)、いわんや(43)、これあり・これなし（44）、再帰格のこれ（45）

### 扱われている語数
42項のうち、異なる単語・語法が一つの項で言及されているので、あつかっている単語・語法の数と項目の数は一致しない。個々に数えると、ごとし、いわく、おもえらく、ねがわくは、こいねがわくは、おそらくは、うらむらくは、こうらくは、おしむらくは、いわゆる、なんなんとす、かえんなん（＝成句 かえんなんいざ）、なんすれぞ、なかりせば（なかりせばとなかっせばは発音の違うだけで、同一の単語であるので一つと数える）、しかり（しかるに、しかれどもが挙げられているが、「しく＋あり」からなる「あり」の部分の活用したものであり、しかりと同一の単語と数える）、しこうして、-しむ（助動詞）、して（用言の連用形＋しての場合の「して」）、べし、まさに～すべし、よろしく～すべし、すべからく～すべし、べけむ（形容詞の未然形-け）、あに、いまだ、かつ、かつて、けだし、すでに、すなわち、むしろ、もし、もしくは、あい-（「あう」の連用形に由来する接辞的な要素）、あえて、いたりて、きわめて、すべて、はたして、よりて（「～なり。よって～す」のように文頭に用いる「よりて」）、幸に、しきりに、みだりに、あるは、あるいは、および、ならびに、おいて（「～において」の「おいて」）、ために、為～所―による受け身、ゆえん（所以）、もって、ところ（所＋動詞を「～するところ」と読む語法）、いえども（逆接を表す「～といえども」）、いうとも（仮定の逆接を表す「～というとも」）、欲す（欲＋動詞を「～せんとほっす」と読むこと）、がえんぜず、あたわず（不可能をあらわす「～するあたわず」）、のみ（文末の「而已」を「のみ」を読むこと）、いわんや、これあり、再帰格のこれ、の62語（単語でない語法も含む）があつかわれている。

## 参考書籍
- 山田孝雄『漢文の訓読によりて伝へられたる語法』宝文館、1939年。